# Pseudomys gracilicaudatus
Pseudomys gracilicaudatus är en däggdjursart som först beskrevs av Gould 1845.  Pseudomys gracilicaudatus ingår i släktet australmöss och familjen råttdjur. IUCN kategoriserar arten globalt som livskraftig. Inga underarter finns listade i Catalogue of Life.
Denna gnagare förekommer i östra Australien i Queensland och i nordöstra New South Wales. Arten har en avskild population längre söderut vid Jervis Bay. Den lever i öppna skogar, ofta med eukalyptusträd, i hedområden och i träskmarker.
Arten når en maximal längd (huvud och bål) av 14,5 cm. Den har kastanjebrun päls på ovansidan och grå päls på undersidan. Håren på händer och fötter är ännu ljusare grå och vid klorna finns några styva vita hår. Djurets svans är nästan naken och den är lite kortare än huvud och bål tillsammans. Det kan finnas en smal ljus ring kring varje öga.
Individerna är aktiva på natten. De sover på dagen i boet som byggs av gräs. Födan utgörs av gräs, frön, stjälkar, svampar och insekter. Några honor lever tillräcklig länge för att fortplanta sig under två år. I utbredningsområdet förekommer ibland bränder. Populationen är 2 till 4 år efter branden störst.
Hos Pseudomys gracilicaudatus förekommer vanligen tre kullar per år. Dräktigheten varar cirka 27 dagar och sedan föds en till fem ungar.